# Radwin
RADWIN ist ein israelisches Telekommunikationsunternehmen. Es entwickelt und produziert Hardware für drahtlose Punkt-zu-Punkt und Punkt-zu-Mehrpunkt Breitbandübertragung. Seine Lösungen dienen Telekommunikations-Anbietern, Stadtverwaltungen, abgelegenen Gemeinden, ISPs, private Netze. RADWIN bietet auch Lösungen für Verkehrsanwendungen wie U-Bahnen, Busse, Fähren und Flughäfen, sowie Fahrzeuge wie Streifenwagen, bemannte und unbemannte schwere Maschinen in Minen und Häfen.
Von RADWIN bereitgestellte Lösungen sind in über 150 Ländern im Einsatz, mit insgesamt mehr als 100.000 Einheiten. Das Unternehmen mit Hauptsitz in Tel Aviv, Israel, unterhält Niederlassungen in Brasilien, El Salvador, Volksrepublik China, Kolumbien, Polen, Indien, Mexiko, Peru, den Philippinen, Singapur, Südafrika, Russland, Spanien, Thailand, Vereinigtes Königreich und den Vereinigten Staaten.

## Geschichte

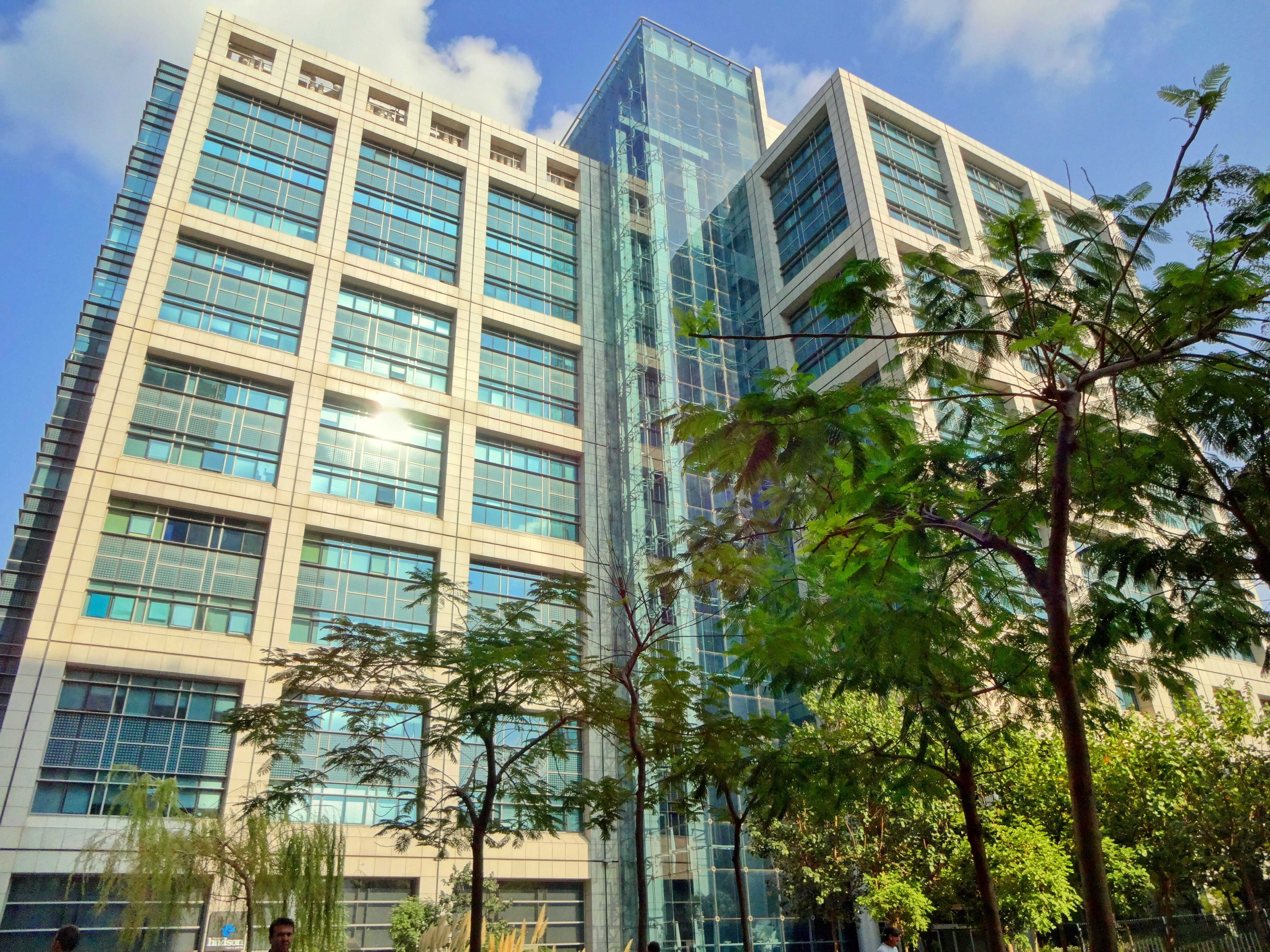
RADWIN unterhält sein Hauptbüro in Ramat HaHayal, Tel Aviv

Das Unternehmen wurde im Jahr 1997 von Sharon Sher gegründet. Während seiner Wehrpflicht arbeitete er in einer Elite-Einheit mit Telekommunikationssystemen und mobiler Kommunikation. Nach Erwerb eines Bachelors in Mathematik und Physik an der Hebräischen Universität von Jerusalem und eines Master in Elektronik an der Universität Tel Aviv gründete er im Jahr 1997 Radwin.

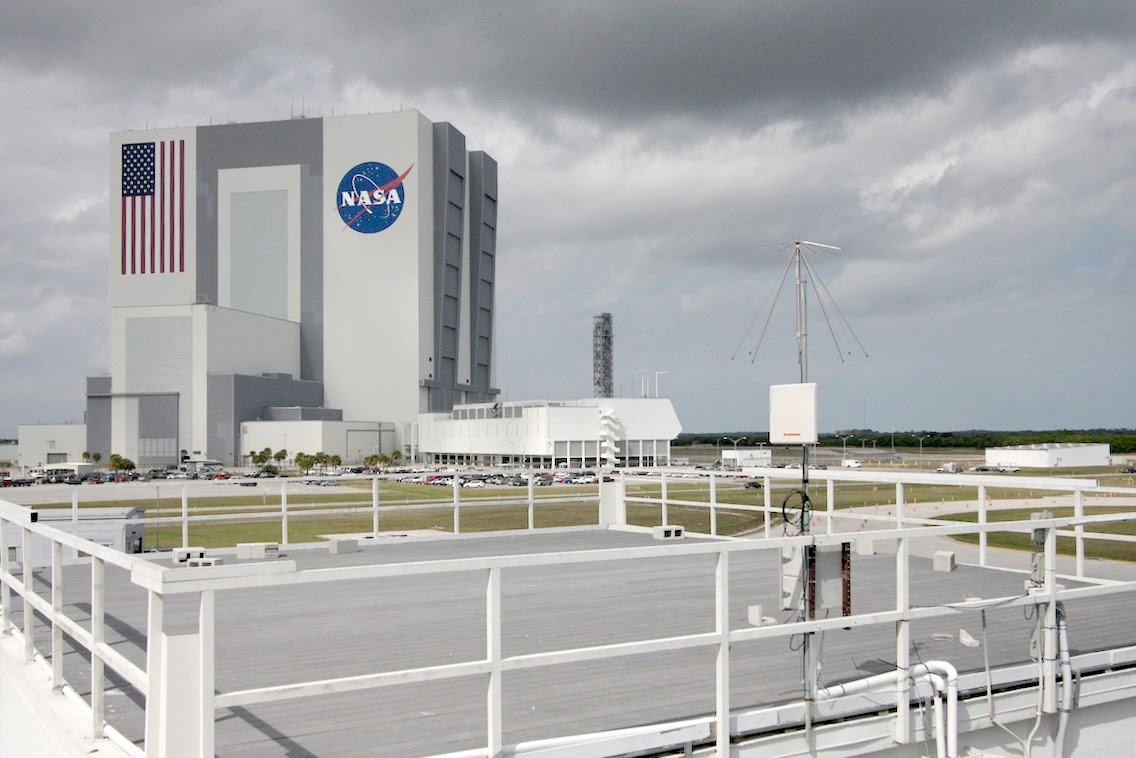
RADWIN-System in Betrieb im Kennedy Space Center in Florida.

Bis 2005 hatte das Unternehmen seine ersten 10.000 Radiofunkanlagen verkauft, und seine Produkte wurden für eines der größten asiatischen WLAN-Backhaul-Projekte mit über 1.000 Verknüpfungen ausgewählt. Radwin wurde von der Indischen Eisenbahn für die Bereitstellung von Zugfunkkonnektivität ausgewählt. Im selben Jahr eröffnete das Unternehmen seine indische Niederlassung. Nach dem Tsunami von 2004 spendete RADWIN 1.000 Geräte zur drahtlosen Breitbandübertragung für die Wiederherstellung von Thailands Kommunikationsnetzwerk.
Im Jahr 2013 wurde Radwins FiberinMotion-Lösung für die Metro Moskau ausgewählt und eingesetzt und lieferte drahtlose Zug-zu-Strecke-Breitbandkommunikation mit bordeigener Hochgeschwindigkeits-Internet-Verbindung (90 Mbit/Sek) für Passagiere und die Betriebsführung.